# OR2G2
OR2G2 (англ. Olfactory receptor family 2 subfamily G member 2) – білок, який кодується однойменним геном, розташованим у людей на короткому плечі 1-ї хромосоми.  Довжина поліпептидного ланцюга білка становить 317 амінокислот, а молекулярна маса — 35 559.
| 10         |  | 20         |  | 30         |  | 40         |  | 50         |
| ---------- |  | ---------- |  | ---------- |  | ---------- |  | ---------- |
| MGMVRHTNES |  | NLAGFILLGF |  | SDYPQLQKVL |  | FVLILILYLL |  | TILGNTTIIL |
| VSRLEPKLHM |  | PMYFFLSHLS |  | FLYRCFTSSV |  | IPQLLVNLWE |  | PMKTIAYGGC |
| LVHLYNSHAL |  | GSTECVLPAV |  | MSCDRYVAVC |  | RPLHYTVLMH |  | IHLCMALASM |
| AWLSGIATTL |  | VQSTLTLQLP |  | FCGHRQVDHF |  | ICEVPVLIKL |  | ACVGTTFNEA |
| ELFVASILFL |  | IVPVSFILVS |  | SGYIAHAVLR |  | IKSATRRQKA |  | FGTCFSHLTV |
| VTIFYGTIIF |  | MYLQPAKSRS |  | RDQGKFVSLF |  | YTVVTRMLNP |  | LIYTLRIKEV |
| KGALKKVLAK |  | ALGVNIL    |  |            |  |            |  |            |

A: Аланін

C: Цистеїн

D: Аспарагінова кислота

E: Глутамінова кислота

F: Фенілаланін

G: Гліцин

H: Гістидин

I: Ізолейцин

K: Лізин

L: Лейцин

M: Метіонін

N: Аспарагін

P: Пролін

Q: Глутамін

R: Аргінін

S: Серин

T: Треонін

V: Валін

W: Триптофан

Кодований геном білок за функціями належить до рецепторів, g-білокспряжених рецепторів, білків внутрішньоклітинного сигналінгу. 
Задіяний у такому біологічному процесі як поліморфізм. 
Локалізований у клітинній мембрані.